# Uberlândia
Uberlândia – miasto we wschodniej Brazylii, w zachodniej części stanu Minas Gerais, przy linii kolejowej Brasília-São Paulo. Około 571 tys. mieszkańców.
W mieście ma siedzibę klub piłkarski Uberlândia EC.